# Oberauer Steig
Der Oberauer Steig ist einer der wenigen Zustiege von Westen auf den zentralen Kamm des Estergebirges. Er führt aus dem Loisachtal zunächst durch steilen Bergwald, dann ins Frickenkar. Aus diesem ist der Kamm mit dem Hohen Fricken im Süden oder im Norden die Weilheimer Hütte und der nördliche Teil des Estergebirges zugänglich.